# Mirko Vučinić
Mirko Vučinić (Nikšić, Jugoszlávia, 1983. október 1. –) montenegrói visszavonult labdarúgó.